# Dendropicos
Dendropicos – rodzaj ptaków z podrodziny dzięciołów (Picinae) w obrębie rodziny dzięciołowatych (Picidae).

## Zasięg występowania
Rodzaj obejmuje gatunki występujące w Afryce.

## Morfologia
Długość ciała 12–22 cm; masa ciała 17–52,5 g.

## Systematyka
Rodzaj zdefiniował w 1849 roku francuski przyrodnik Alfred Malherbe w artykule poświęconym systematyce dzięciołów opublikowanym w czasopiśmie Mémoires de l’Académie nationale de Met. Malherbe wymienił kilka gatunków – Picus mystaceus Vieillot, 1818 (= Picus namaquus A.A.H. Lichtenstein, 1793), Picus (Dendrobates) schoënsis Rüppell, 1842, Picus minutus Temminck, 1823 (= Dendropicos elachus Oberholser, 1919), Dendropicos hartlaubii Malherbe, 1849 i Dendropicos lafresnayi Malherbe, 1849 – z których gatunkiem typowym jest (późniejsze oznaczenie) Dendropicos lafresnayi Malherbe, 1849 (dzięcioł plamisty).

### Etymologia
- Dendropicos: gr. δενδρον dendron ‘drzewo’; późnogr. πικος pikos ‘dzięcioł’, od łac. picus ‘dzięcioł’[10].
- Mesopicos: gr. μεσος mesos ‘środkowy, pośredni’; późnogr. πικος pikos ‘dzięcioł’, od łac. picus ‘dzięcioł’[11]. Gatunek typowy: Malherbe wymienił kilka gatunków – Picus goertae Statius Müller, 1776, Picus passerinus Linnaeus, 1766, Picus kirkii Malherbe, 1845, Picus fumigatus d’Orbigny, 1840, Picus sanguineus A.H.H. Lichtenstein, 1793, Mesopicos cecilii[d] Malherbe, 1849 i Mesopicos desmuri Malherbe, 1849 (= Picus abyssinicus Stanley, 1814) – z których gatunkiem typowym jest (późniejsze oznaczenie) Picus goertae Statius Müller, 1776[12].
- Scolecotheres: gr. σκωλεξ skōlex, σκωληκος skōlēkos ‘robak, larwa’; -θηρας -thēras ‘łowca’, od θηραω thēraō ‘polować’, od θηρ thēr, θηρος thēros ‘bestia, zwierzę’[13]. Gatunek typowy: Reichenbach wymienił kilka gatunków – Picus capensis J.F. Gmelin, 1788 (= Picus griseocephalus Boddaert, 1783), Dendrobates spodocephalus Bonaparte, 1850 (= Picus goertae Statius Müller, 1776), Dendrobates poliocephalus Bonaparte, 1850 (= Picus goertae Statius Müller, 1776), Picus goertae Statius Müller, 1776, Dendrobates immaculatus Swainson, 1837 (= Picus griseocephalus Boddaert, 1783), Picus (Chloropicus) pyrrhogaster Malherbe, 1845, Picus rubiginosus Swainson, 1820, Dendromus nivosus Swainson, 1837, Chloropicus caroli Malherbe, 1852 i Dendrobates gabonensis J. Verreaux & E. Verreaux, 1851 – z których gatunkiem typowym jest (późniejsze oznaczenie) Picus goertae Statius Müller, 1776[14].
- Ipoctonus: gr. ιποκτονος ipoktonos ‘zabijający korniki’, od ιψ ips, ιπος ipos ‘kornik’; κτεινω kteinō ‘zabić’[15].
- Polipicus: gr. πωλος pōlos ‘dziewica’; późnogr. πικος pikos ‘dzięcioł’, od łac. picus ‘dzięcioł’[16]. Gatunek typowy (oznaczenie monotypowe): Polipicus elliotii Cassin, 1863.
- Ipopatis: gr. ιψ ips, ιπος ipos ‘kornik’; πατεω pateō ‘jeść’, od πατεομαι pateomai ‘jeść’[17]. Gatunek typowy (oznaczenie monotypowe): Dendrobates gabonensis J. Verreaux & E. Verreaux, 1851.
- Ipophilus: gr. ιψ ips, ιπος ipos ‘kornik’; φιλος philos „miłośnik”[18]. Gatunek typowy: autorzy wymienili dwa gatunki – Picus obsoletus Wagler, 1829 i Picus murinus Sundevall, 1850 (= Picus obsoletus Wagler, 1829) – z których gatunkiem typowym jest (późniejsze oznaczenie) Picus obsoletus Wagler, 1829[14].

### Podział systematyczny
Gatunki D. elliotii, D. goertae, D. griseocephalus zostały wyodrębnione z rodzaju Mesopicos, natomiast D. obsoletus z rodzaju Ipophilus. Do rodzaju należą następujące gatunki:
- Dendropicos obsoletus (Wagler, 1829) – dzięcioł brązowogrzbiety
- Dendropicos stierlingi Reichenow, 1901 – dzięcioł tanzański
- Dendropicos goertae (Statius Müller, 1776) – dzięcioł popielaty
- Dendropicos spodocephalus (Bonaparte, 1850) – dzięcioł szarogłowy
- Dendropicos griseocephalus (Boddaert, 1783) – dzięcioł ciemnogłowy
- Dendropicos abyssinicus (Stanley, 1814) – dzięcioł abisyński
- Dendropicos elachus Oberholser, 1919 – dzięcioł szary
- Dendropicos poecilolaemus Reichenow, 1893 – dzięcioł równikowy
- Dendropicos fuscescens (Vieillot, 1818) – dzięcioł jasnolicy
- Dendropicos lugubris Hartlaub, 1857 – dzięcioł czarnouchy
- Dendropicos gabonensis (J. Verreaux & E. Verreaux, 1851) – dzięcioł pręgouchy
- Dendropicos elliotii (Cassin, 1863) – dzięcioł zmienny